# Андекска династия
Андекската династия-Мерания (на немски: Andechs) са графове на Андекс през 12 век до средата на 13 век. Те са като Велфите една от най-значимите баварски благороднически фамилии на Свещената Римска империя. Те са вероятно клон от рода Диполдинги-Рапотони, графове от Дисен ам Амерзе, които са известни с един граф Бертолд, живял на горен Изар при Волфратсхаузен през 990 г. и от 1132 г. са се нарекли на родния им замък от Андекс (ок. 1060 г. von Andehsa).
През 11 век те стават бург-графове на Волфратсхаузен с манастирите Тегернзе и Шефтларн, получават графството около Вюрмзе (Щарнбергзе) и Хуоси, графството на граф Зигимар. Те увеличават територията си чрез женитби и през края на 12 век основават Байройт. През 1180 г. те основават Инсбрук в Северен Тирол. През 1173 г. Щауфите дават на графовете от Андекс за вярна служба да управляват маркграфство Истрия. През 1180/1181 г. те стават херцози на херцогство Мерания с Истрия, Фиуме (Риека), Хърватия и Далмация.
Бертолд IV Мерански († 12 август 1204) е граф на Андекс и херцог на Мерания и има четири сина и четири дъщери. Синовете на Бертолд IV Мерански Хайнрих от Истрия и епископ Екберт са набедени през 1208 г. в убийството на крал Филип Швабски по времето на сватбата на брат им Ото. Затова те загубват своите земи в Горна Бавария, които Ото I от Вителсбах дава на вителсбахските баварски херцози, а маркграфство Истрия на Аквилея, земите до Бриксен на графовете от Тирол. Граф Ото I от Андекс-Мерания († 1234) обаче спечелва след това, чрез женитба си (на 21 юни 1208 г. в Бамберг) с Беатрикс фон Хоенщауфен († 7 май 1231), внучка на император Фридрих I Барбароса, пфалцграфство Бургундия (от 1211 като Ото II). С пфалцграф Ото III от Бургундия, негов син, родът измира по мъжка линия през 1248 г.
Дъщерята на Бертолд IV Гертруда от Мерания († 1213) e първата съпруга на унгарския крал Андраш II и майка на крал Бела IV и Анна-Мария Унгарска (българска царица, съпруга на цар Иван Асен II).
Другата му дъщерята Агнес Меранска († 1201) става трета съпруга на френския крал Филип II.
Дъщеря му Хедвиг Силезка († 15 октомври 1243) се омъжва за полския княз Хайнрих I Брадати, става игуменка и светия.
Андексите са зачитани от ранни времена като род на светии и герои. Те са контролирали важни пътища и прохода Бренер.